# Masacre de Soweto

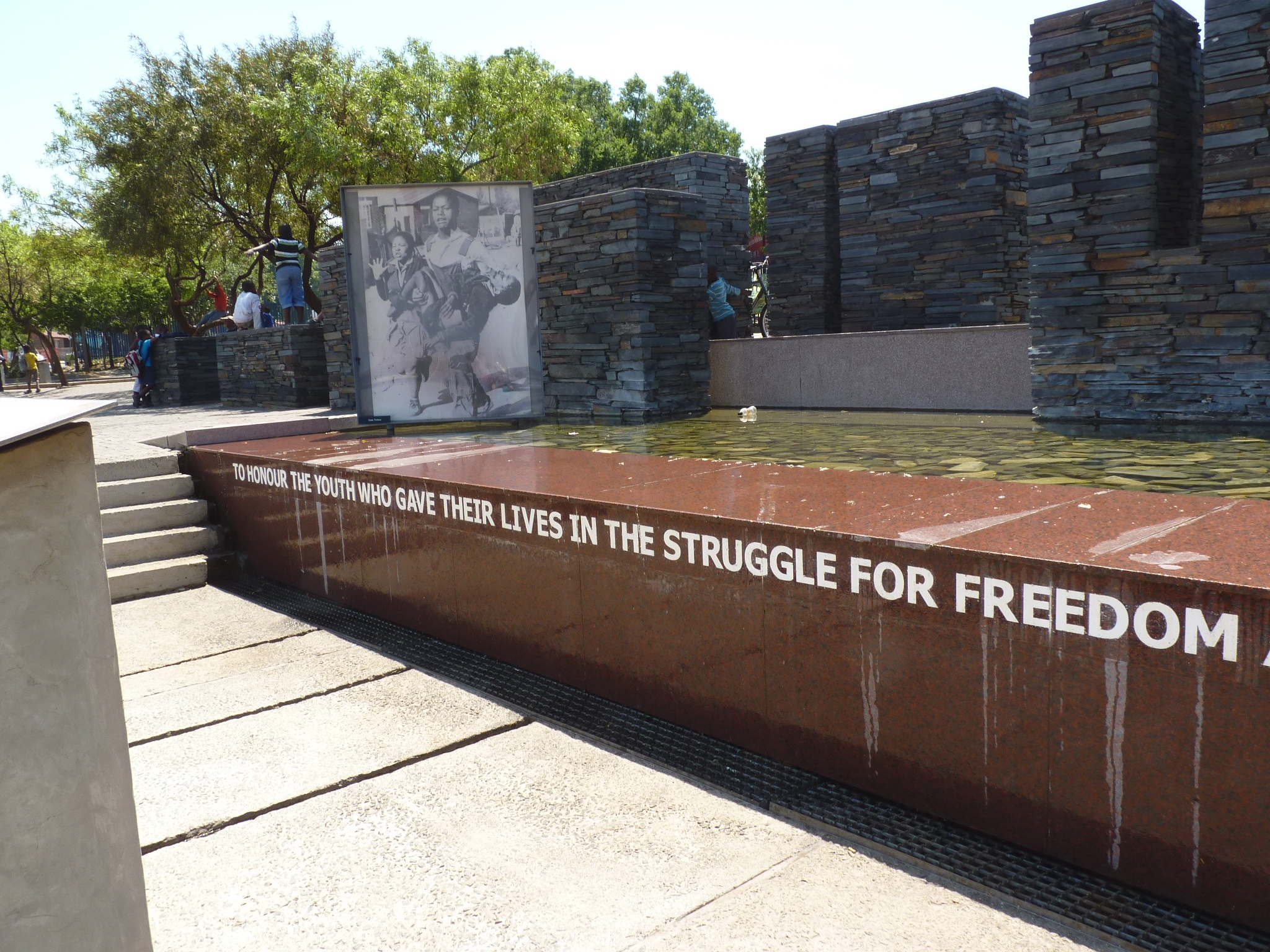
El memorial a Hector Pieterson en Soweto.

La masacre de Soweto fue una violenta represión contra una serie de manifestaciones en el suburbio de Soweto ―un barrio al oeste de la ciudad de Johannesburgo (Sudáfrica)― el 16 de junio de 1976 realizados por los jóvenes de raza negra en oposición a las políticas educativas instauradas por el gobierno del Partido Nacional durante el régimen del apartheid. 
Al final del levantamiento en Soweto, al menos 176 personas habían muerto, incluidos 174 negros asesinados por la policía. Uno de los primeros de los cuales fue Hector Pieterson (de 12 años). Dos blancos también fueron asesinados por estudiantes.
Cada 16 de junio se celebra en Sudáfrica el Día de la Juventud en conmemoración a los hechos, y en Unión Africana el Día Internacional del Niño Africano. Asimismo, la Asamblea General de las Naciones Unidas proclamó esta fecha como el Día Internacional de la Solidaridad con el Pueblo en Lucha de Sudáfrica.

## Causas
Los jóvenes estudiantes negros de Sudáfrica iniciaron sus protestas por el Decreto Medio de Afrikáans de 1974 donde se obligaba a las escuelas para la población negra a usar el afrikáans e inglés combinando 50% cada una como lenguajes de instrucción. El Director Regional de la Educación Bantú (Northen Transvaal Regional), J. G. Erasmus, dijo a los inspectores de circuito y directores de escuela que esto se aplicaría desde 1 de enero de 1975. El afrikáans debía ser usado para las matemáticas, la aritmética, y las ciencias sociales a partir de quinto estándar (Séptimo grado). El inglés sería usado de forma media de forma de instrucción para las ciencias generales y las materias de prácticas manuales.
Una encuesta realizada en 1976 demostró que el 98% de los habitantes de raza negra demostró no tener interés en aprender afrikáans. La Asociación de 
Afrikáans pedía a los habitantes sudafricanos negros utilizar el afrikáans con preferencia al inglés. Los habitantes negros preferían el inglés y las lenguas originarias de África antes que el afrikáans como idiomas oficiales. En adición, el inglés fue ganando lugar en el uso en el comercio y la industria, lo cual hacía su aprendizaje muy deseable para los escolares negros. El decreto de 1974 tenía la intención de revertir la disminución del uso y aprendizaje de afrikáans.
Para la fecha de la promulgación del Decreto Medio de Afrikáans, el distrito de Soweto era una de las principales áreas urbanas de Johannesburgo donde se concentraba la población de raza negra. Los escolares de Soweto mostraban un gran deseo de aprender inglés en lugar de afrikáans, pues la lengua inglesa era más apreciada en las actividades económicas. Por el contrario, el afrikáans era rechazado al ser el idioma nativo de los afrikáner, la minoría de raza blanca que controlaba la política y la economía de Sudáfrica, siendo que los estudiantes negros serían igualmente discriminados pese a conocer afrikáans. El resentimiento aumentó al conocerse que en virtud de la nueva ley los estudiantes blancos sí tendrían derecho a elegir libremente en qué idioma llevarían sus cursos escolares.

## Reacción de los escolares
Los estudiantes negros del distrito de Soweto iniciaron una serie de reuniones secretas para realizar alguna medida espectacular de oposición a la nueva ley. El 30 de abril de 1976 empezó la primera manifestación cuando escolares del Orlando West Junior School ejecutaron una marcha callejera con carteles exigiendo un trato igual al de los estudiantes blancos. Los demás escolares de Soweto se animaron a seguir este ejemplo, y en sucesivas reuniones formaron grupos de oposición, eligiendo líderes entre ellos. 
Los diversos grupos de escolares recibieron ayuda del Movimiento de Conciencia Negra, así como de sus profesores negros, y formaron un "Comité de Acción" para realizar una manifestación pacífica para el miércoles 16 de junio, convocando a la mayor cantidad posible de escolares para marchar por las calles de Soweto pidiendo la supresión del Decreto del Afrikáans. 

## Los disturbios
En la mañana del 16 de junio los escolares negros de Soweto iniciaron su manifestación por las calles del distrito, inclusive algunos estudiantes que supieron de la manifestación esa misma mañana decidieron unirse a ella en ese mismo momento. Unos 3,000 manifestantes, mayormente escolares pero también profesores, marcharon tratando de evitar provocaciones ante las barricadas que la policía había instalado desde el inicio del día, se calcula que conforme avanzaban las horas la manifestación reunía a casi 10,000 personas lanzando lemas contra la ley y portando carteles como "Abajo el afrikáans" y "Si aprendemos afrikáans, que Vorster aprenda zulú".
Ante el creciente número de manifestantes, la policía lanzó perros de presa contra los escolares, y cuando estos reaccionaron apedreando a los perros, los agentes policiales dispararon armas de fuego sobre la multitud. La manifestación salió de todo control y pronto los escolares lanzaron piedras contra edificios públicos de todo tipo. Las autoridades locales blancas enviaron en el curso del día cerca de 1,500 policías con armas de fuego de largo alcance para dispersar a tiros a la multitud, con órdenes de "restablecer la calma a todo precio", siendo que los choques entre manifestantes y policías duraron toda la tarde del 16 de junio y sólo acabaron al anochecer. El balance oficial fue de 23 escolares muertos, mientras que los conteos extraoficiales determinan que perecieron entre 176 a 700 escolares por fuego de la policía, quedando unos 1,000 heridos.